# تتسوشی یاماکاوا
تتسوشی یاماکاوا (ژاپنی: 山川 哲史؛ زادهٔ ۱ اکتبر ۱۹۹۷) یک بازیکن فوتبال اهل ژاپن است.
از باشگاه‌هایی که در آن بازی کرده‌است می‌توان به باشگاه فوتبال ویسل کوبه اشاره کرد.